# Corallus grenadensis
Corallus grenadensis là một loài rắn trong họ Boidae. Loài này được Barbour mô tả khoa học đầu tiên năm 1914.